# ESL Pro League S4
ESL Pro League S4 byl čtvrtý ročník nejvyšší ligy ve hře Counter-Strike: Global Offensive. Základní část byla rozdělena na 2 části – evropskou a severoamerickou. V každé skupině bylo 14 týmů. Z každé skupiny postoupilo 6 týmů do finále, nejhorší tým sestoupil do ESEA ligy a týmy na 12. a 13. místě hrály baráž o udržení.
| Kolo             | Od             | Do             |
| ---------------- | -------------- | -------------- |
| Divoká karta     | 15. srpna 2016 | 15. srpna 2016 |
| Základní skupina | 17. srpna 2016 | 13. října 2016 |
| Baráž            | 17. ledna 2017 | 2. února 2017  |
| Finále           | 26. října 2016 | 30. října 2016 |

## Základní skupina Evropa

### Divoká karta
Do souboje o divokou kartu se dostaly 4 týmy – ENCE eSports, Gambit Gaming, GODSENT a Virtus.pro. O finalistech této minisoutěže rozhodovali svými hlasy fanoušci.
| Virtus.pro    | 76 % |
| GODSENT       | 14 % |
| ENCE eSports  | 6 %  |
| Gambit Gaming | 4 %  |

Virtus.pro – GODSENT 2:0

### Týmy
- 11 nejlepších ze 3. sezony ligy
  -  Astralis
  -  Fnatic
  -  Natus Vincere
  -  Team EnVyUs
  -  G2 Esports
  -  Team Dignitas
  -  Ninjas in Pyjamas
  -  mousesports
  -  Heroic
  -  FlipSid3 Tactics
  -  FaZe Clan
- Nejlepší z baráže
  -  PENTA Sports
- Vítěz ESEA ligy
  -  HellRaisers
- Divoká karta
  -  Virtus.pro

### Tabulka
| #   | Tým               | Z  | V  | P  | Skóre   | Body | Postup    |
| --- | ----------------- | -- | -- | -- | ------- | ---- | --------- |
| 1.  | Fnatic            | 26 | 19 | 7  | 401:322 | 57   | Finále    |
| 2.  | Ninjas in Pyjamas | 26 | 19 | 7  | 387:282 | 57   | Finále    |
| 3.  | mousesports       | 26 | 18 | 8  | 381:304 | 54   | Finále    |
| 4.  | FaZe Clan         | 26 | 18 | 8  | 378:350 | 54   | Finále    |
| 5.  | Team EnVyUs       | 26 | 16 | 10 | 337:301 | 48   | Finále    |
| 6.  | Team Dignitas     | 26 | 14 | 12 | 359:327 | 42   | Finále    |
| 7.  | Virtus.pro        | 26 | 14 | 12 | 334:339 | 42   | Sezona 5  |
| 8.  | Natus Vincere     | 26 | 13 | 13 | 330:344 | 39   | Sezona 5  |
| 9.  | G2 Esports        | 26 | 13 | 13 | 354:346 | 39   | Sezona 5  |
| 10. | Astralis          | 26 | 12 | 14 | 353:335 | 36   | Sezona 5  |
| 11. | HellRaisers       | 26 | 9  | 17 | 321:352 | 27   | Sezona 5  |
| 12. | Heroic            | 26 | 8  | 18 | 316:375 | 24   | Baráž     |
| 13. | PENTA Sports      | 26 | 5  | 21 | 291:410 | 15   | Baráž     |
| 14. | FlipSid3 Tactics  | 26 | 4  | 22 | 226:378 | 12   | ESEA Liga |

## Základní skupina Severní Amerika

### Divoká karta
Do souboje o divokou kartu se dostaly 4 týmy – Echo Fox, Luminosity Gaming, Team Kaliber a Team Solomid. O finalistech této minisoutěže rozhodovali svými hlasy fanoušci.
| Luminosity Gaming | 46 % |
| Echo Fox          | 29 % |
| Team Solomid      | 22 % |
| Team Kaliber      | 3 %  |

Luminosity – Echo Fox 0:2

### Týmy
- 11 nejlepších ze 3. sezony ligy
  -  Team Liquid
  -  SK Gaming
  -  OpTic Gaming
  -  Counter Logic Gaming (CLG)
  -  CompLexity Gaming
  -  Cloud9
  -  Splyce
  -  Selfless Gaming
  -  Winterfox
  -  NRG eSports
  -  Renegades
- Nejlepší z baráže
  -  eUnited
- Vítěz ESEA ligy
  -  Immortals
- Divoká karta
  -  Echo Fox

### Tabulka
| #   | Tým             | Z  | V  | P  | Skóre   | Body | Postup    |
| --- | --------------- | -- | -- | -- | ------- | ---- | --------- |
| 1.  | Cloud9          | 26 | 25 | 1  | 383:225 | 75   | Finále    |
| 2.  | Immortals       | 26 | 20 | 6  | 385:234 | 60   | Finále    |
| 3.  | SK Gaming       | 26 | 18 | 8  | 341:225 | 54   | Finále    |
| 4.  | OpTic Gaming    | 26 | 17 | 9  | 376:306 | 51   | Finále    |
| 5.  | Renegades       | 26 | 17 | 9  | 371:271 | 51   | Sezona 5  |
| 6.  | NRG eSports     | 26 | 17 | 9  | 344:278 | 51   | Finále    |
| 7.  | Team Liquid     | 26 | 15 | 11 | 370:318 | 45   | Finále    |
| 8.  | Echo Fox        | 26 | 13 | 13 | 337:353 | 39   | Sezona 5  |
| 9.  | CLG             | 26 | 10 | 16 | 288:377 | 30   | Sezona 5  |
| 10. | Winterfox       | 26 | 9  | 17 | 273:364 | 27   | Sezona 5  |
| 11. | CompLexity      | 26 | 9  | 17 | 269:377 | 27   | Sezona 5  |
| 12. | Selfless Gaming | 26 | 7  | 19 | 302:387 | 21   | Baráž     |
| 13. | Splyce          | 26 | 3  | 23 | 240:402 | 9    | Baráž     |
| 14. | eUnited         | 26 | 2  | 24 | 239:409 | 6    | ESEA liga |

## Baráž

### Evropa
Týmy
12. a 13. tým ligy
- Heroic
- PENTA Sports

2. a 3. tým ESEA ligy
- Team LDLC.com
- Rogue

Zápasy
- Heroic – Rogue 2:1
- PENTA Sports – Team LDLC.com 1:2

### Severní Amerika
Týmy
12. a 13. tým ligy
- Selfless Gaming
- Splyce

2. a 3. tým ESEA ligy
- Rush
- Luminosity Gaming

Zápasy
- Selfless Gaming – Luminosity Gaming 0:2
- Splyce – Rush 1:2

- Selfless Gaming – Splyce 2:1

## Finále
Finále se odehrálo v brazilském São Paulu. Dvanáct finalistů bylo rozděleno do 2 skupin po 6 týmech tak, aby v každé skupině byly 3 evropské a 3 severoamerické týmy. Vítězové těchto skupin postoupili přímo do semifinále, týmy na 2. a 3. místě postoupily do čtvrtfinále.
Kvůli neshodám v týmu do finále nenastoupil Fnatic.

### Skupina A

#### Tabulka
| #  | Tým          | Zóna | V/P | Postup      |
| -- | ------------ | ---- | --- | ----------- |
| 1. | mousesports  | EU   | 3/1 | Semifinále  |
| 2. | Team EnVyUs  | EU   | 3/1 | Čtvrtfinále |
| 3. | OpTic Gaming | NA   | 2/2 | Čtvrtfinále |
| 4. | Team Liquid  | NA   | 1/3 | ---         |
| 5. | Immortals    | NA   | 1/3 | ---         |
| X  | Fnatic       | EU   | -/- | ---         |

#### Zápasy
| Tým         | Skóre | Tým         | Odkaz  |
| ----------- | ----- | ----------- | ------ |
| OpTic       | 16:2  | Liquid      | [ 2 ]  |
| Immortals   | 5:16  | EnVyUs      | [ 3 ]  |
| mousesports | 16:12 | Liquid      | [ 4 ]  |
| Immortals   | 4:16  | OpTic       | [ 5 ]  |
| EnVyUs      | 16:4  | Liquid      | [ 6 ]  |
| mousesports | 16:10 | OpTic       | [ 7 ]  |
| Immortals   | 16:14 | mousesports | [ 8 ]  |
| OpTic       | 5:16  | EnVyUs      | [ 9 ]  |
| Immortals   | 14:16 | Liquid      | [ 10 ] |
| mousesports | 16:9  | EnVyUs      | [ 11 ] |

### Skupina B

#### Tabulka
| #  | Tým               | Zóna | V/P | Postup      |
| -- | ----------------- | ---- | --- | ----------- |
| 1. | SK Gaming         | NA   | 4/1 | Semifinále  |
| 2. | Cloud9            | NA   | 4/1 | Čtvrtfinále |
| 3. | Ninjas in Pyjamas | EU   | 3/2 | Čtvrtfinále |
| 4. | FaZe Clan         | EU   | 2/3 | ---         |
| 5. | Team Dignitas     | EU   | 2/3 | ---         |
| 6. | NRG eSports       | NA   | 0/5 | ---         |

#### Zápasy
| Tým       | Skóre | Tým       | Odkaz  |
| --------- | ----- | --------- | ------ |
| Cloud9    | 16:14 | FaZe Clan | [ 12 ] |
| NRG       | 3:16  | Dignitas  | [ 13 ] |
| SK        | 10:16 | NiP       | [ 14 ] |
| Cloud9    | 16:9  | NRG       | [ 15 ] |
| NiP       | 14:16 | Dignitas  | [ 16 ] |
| SK        | 16:2  | FaZe Clan | [ 17 ] |
| NiP       | 16:14 | NRG       | [ 18 ] |
| FaZe Clan | 16:7  | Dignitas  | [ 19 ] |
| SK        | 16:6  | Cloud9    | [ 20 ] |
| FaZe Clan | 22:20 | NRG       | [ 21 ] |
| SK        | 16:7  | Dignitas  | [ 22 ] |
| NiP       | 9:16  | Cloud9    | [ 23 ] |
| SK        | 16:10 | NRG       | [ 24 ] |
| Cloud9    | 16:13 | Dignitas  | [ 25 ] |
| NiP       | 16:7  | FaZe Clan | [ 26 ] |

### Play-off

#### Pavouk
|  | Čtvrtfinále       | Čtvrtfinále       |             |   | Semifinále | Semifinále |  |  | Finále | Finále |
|  | 0                 |                   |             |   |            |            |  |  |        |        |
|  |                   |                   |             |   |            |            |  |  |        |        |
|  | mousesports       | 1                 |             |   |            |            |  |  |        |        |
|  | mousesports       | 1                 |             |   |            |            |  |  |        |        |
|  | 0                 | 0                 |             |   |            |            |  |  |        |        |
|  | 0                 | 0                 | mousesports | 0 |            |            |  |  |        |        |
|  |                   |                   | mousesports | 0 |            |            |  |  |        |        |
|  |                   | Cloud9            | 2           |   |            |            |  |  |        |        |
|  | Cloud9            | Cloud9            | 2           | 2 |            |            |  |  |        |        |
|  | Cloud9            |                   |             | 2 |            |            |  |  |        |        |
|  | OpTic Gaming      | 0                 |             |   |            |            |  |  |        |        |
|  | OpTic Gaming      | 0                 | Cloud9      | 2 |            |            |  |  |        |        |
|  |                   |                   | Cloud9      | 2 |            |            |  |  |        |        |
|  |                   | SK Gaming         | 1           |   |            |            |  |  |        |        |
|  | SK Gaming         | SK Gaming         | 1           | 1 |            |            |  |  |        |        |
|  | SK Gaming         |                   |             | 1 |            |            |  |  |        |        |
|  | 0                 | 0                 |             |   |            |            |  |  |        |        |
|  | 0                 | 0                 | SK Gaming   | 2 |            |            |  |  |        |        |
|  |                   |                   | SK Gaming   | 2 |            |            |  |  |        |        |
|  |                   | Ninjas in Pyjamas | 1           |   |            |            |  |  |        |        |
|  | Ninjas in Pyjamas | Ninjas in Pyjamas | 1           | 2 |            |            |  |  |        |        |
|  | Ninjas in Pyjamas |                   |             | 2 |            |            |  |  |        |        |
|  | Team EnVyUs       | 0                 |             |   |            |            |  |  |        |        |
|  | Team EnVyUs       | 0                 |             |   |            |            |  |  |        |        |

#### Zápasy
Nejlepší hráč je uváděn ve formátu "jméno" K/D (K=kill/zabití; D=death/úmrtí)
Čtvrtfinále 1
| Tým Nejlepší hráč | 0           | 0               | Tým Nejlepší hráč |
| ----------------- | ----------- | --------------- | ----------------- |
| OpTic Gaming      | 0           | 2               | Cloud9            |
| RUSH 24/18        | Dust 2      | Dust 2          | autimatic 24/14   |
| RUSH 24/18        | 12          | 16              | autimatic 24/14   |
| RUSH 12/16        | Cobblestone | Cobblestone     | autimatic 22/8    |
| RUSH 12/16        | 2           | 16              | autimatic 22/8    |
| RUSH 36/34        | RUSH 36/34  | autimatic 46/22 | autimatic 46/22   |

Čtvrtfinále 2
| Tým Nejlepší hráč | 0               | 0            | Tým Nejlepší hráč |
| ----------------- | --------------- | ------------ | ----------------- |
| Ninjas in Pyjamas | 2               | 0            | Team EnVyUs       |
| GeT_RiGhT 27/17   | Nuke            | Nuke         | kennyS 18/16      |
| GeT_RiGhT 27/17   | 16              | 9            | kennyS 18/16      |
| GeT_RiGhT 30/24   | Dust 2          | Dust 2       | kennyS 25/20      |
| GeT_RiGhT 30/24   | 19              | 17           | kennyS 25/20      |
| GeT_RiGhT 57/41   | GeT_RiGhT 57/41 | kennyS 43/36 | kennyS 43/36      |

| Semifinále 1 | Semifinále 1 | Semifinále 1 | Semifinále 1 | Semifinále 1 | Semifinále 1 | Semifinále 2 | Semifinále 2 | Semifinále 2 | Semifinále 2 | Semifinále 2 | Semifinále 2 |
| --- | --- | --- | --- | --- | --- | --- | --- | --- | --- | --- | --- |
| mousesports | mousesports | mousesports | Cloud9 | Cloud9 | Cloud9 | SK Gaming | SK Gaming | SK Gaming | Ninjas in Pyjamas | Ninjas in Pyjamas | Ninjas in Pyjamas |
| Chris "chrisJ" de Jong Nikola "NiKo" Kovač Timo "Spiidi" Richter Denis "denis" Howell Christian "lowel" Garcia Antoran | Chris "chrisJ" de Jong Nikola "NiKo" Kovač Timo "Spiidi" Richter Denis "denis" Howell Christian "lowel" Garcia Antoran | Chris "chrisJ" de Jong Nikola "NiKo" Kovač Timo "Spiidi" Richter Denis "denis" Howell Christian "lowel" Garcia Antoran | Mike "shroud" Grzesiek Timothy "autimatic" Ta Jordan "n0thing" Gilbert Tyler "Skadoodle" Latham Jake "Stewie2K" Yip | Mike "shroud" Grzesiek Timothy "autimatic" Ta Jordan "n0thing" Gilbert Tyler "Skadoodle" Latham Jake "Stewie2K" Yip | Mike "shroud" Grzesiek Timothy "autimatic" Ta Jordan "n0thing" Gilbert Tyler "Skadoodle" Latham Jake "Stewie2K" Yip | Gabriel "FalleN" Toledo Marcelo "coldzera" David Lincoln "fnx" Lau Fernando "fer" Alvarenga Epitácio "TACO" de Melo | Gabriel "FalleN" Toledo Marcelo "coldzera" David Lincoln "fnx" Lau Fernando "fer" Alvarenga Epitácio "TACO" de Melo | Gabriel "FalleN" Toledo Marcelo "coldzera" David Lincoln "fnx" Lau Fernando "fer" Alvarenga Epitácio "TACO" de Melo | Christopher "GeT_RiGhT" Alesund Patrik "f0rest" Lindberg Adam "friberg" Friberg Richard "Xizt" Landström Mikail "Maikelele" Bill | Christopher "GeT_RiGhT" Alesund Patrik "f0rest" Lindberg Adam "friberg" Friberg Richard "Xizt" Landström Mikail "Maikelele" Bill | Christopher "GeT_RiGhT" Alesund Patrik "f0rest" Lindberg Adam "friberg" Friberg Richard "Xizt" Landström Mikail "Maikelele" Bill |
| 0 | 0 | Celkem | Celkem | 2 | 2 | 2 | 2 | Celkem | Celkem | 1 | 1 |
| (8 - 1) 9 | (8 - 1) 9 | Cobblestone | Cobblestone | 16 (7 - 9) | 16 (7 - 9) | (8 - 2) 10 | (8 - 2) 10 | Nuke | Nuke | 16 (7 - 9) | 16 (7 - 9) |
| (2 - 8) 10 | (2 - 8) 10 | Mirage | Mirage | 16 (13 - 3) | 16 (13 - 3) | (12 - 4) 16 | (12 - 4) 16 | Overpass | Overpass | 7 (3 - 4) | 7 (3 - 4) |
| | | Dust 2 | Dust 2 | | | (9 - 7) 16 | (9 - 7) 16 | Cobblestone | Cobblestone | 10 (6 - 4) | 10 (6 - 4) |
| Finále | | | | | | | | | | | |
| Cloud9 | Cloud9 | Cloud9 | Cloud9 | Cloud9 | Cloud9 | SK Gaming | SK Gaming | SK Gaming | SK Gaming | SK Gaming | SK Gaming |
| Mike "shroud" Grzesiek Timothy "autimatic" Ta Jordan "n0thing" Gilbert Tyler "Skadoodle" Latham Jake "Stewie2K" Yip    | Mike "shroud" Grzesiek Timothy "autimatic" Ta Jordan "n0thing" Gilbert Tyler "Skadoodle" Latham Jake "Stewie2K" Yip    | Mike "shroud" Grzesiek Timothy "autimatic" Ta Jordan "n0thing" Gilbert Tyler "Skadoodle" Latham Jake "Stewie2K" Yip    | Mike "shroud" Grzesiek Timothy "autimatic" Ta Jordan "n0thing" Gilbert Tyler "Skadoodle" Latham Jake "Stewie2K" Yip | Mike "shroud" Grzesiek Timothy "autimatic" Ta Jordan "n0thing" Gilbert Tyler "Skadoodle" Latham Jake "Stewie2K" Yip | Mike "shroud" Grzesiek Timothy "autimatic" Ta Jordan "n0thing" Gilbert Tyler "Skadoodle" Latham Jake "Stewie2K" Yip | Gabriel "FalleN" Toledo Marcelo "coldzera" David Lincoln "fnx" Lau Fernando "fer" Alvarenga Epitácio "TACO" de Melo | Gabriel "FalleN" Toledo Marcelo "coldzera" David Lincoln "fnx" Lau Fernando "fer" Alvarenga Epitácio "TACO" de Melo | Gabriel "FalleN" Toledo Marcelo "coldzera" David Lincoln "fnx" Lau Fernando "fer" Alvarenga Epitácio "TACO" de Melo | Gabriel "FalleN" Toledo Marcelo "coldzera" David Lincoln "fnx" Lau Fernando "fer" Alvarenga Epitácio "TACO" de Melo              | Gabriel "FalleN" Toledo Marcelo "coldzera" David Lincoln "fnx" Lau Fernando "fer" Alvarenga Epitácio "TACO" de Melo              | Gabriel "FalleN" Toledo Marcelo "coldzera" David Lincoln "fnx" Lau Fernando "fer" Alvarenga Epitácio "TACO" de Melo              |
| 2 | 2 | 2 | 2 | Celkem | Celkem | Celkem | Celkem | 1 | 1 | 1 | 1 |
| (13 - 2 - 2) 17 | (13 - 2 - 2) 17 | (13 - 2 - 2) 17 | (13 - 2 - 2) 17 | Overpass | Overpass | Overpass | Overpass | 19 (2 - 13 - 4) | 19 (2 - 13 - 4) | 19 (2 - 13 - 4) | 19 (2 - 13 - 4) |
| (9 - 7) 16 | (9 - 7) 16 | (9 - 7) 16 | (9 - 7) 16 | Mirage | Mirage | Mirage | Mirage | 6 (6 - 0) | 6 (6 - 0) | 6 (6 - 0) | 6 (6 - 0) |
| (13 - 3) 16 | (13 - 3) 16 | (13 - 3) 16 | (13 - 3) 16 | Dust2 | Dust2 | Dust2 | Dust2 | 5 (2 - 3) | 5 (2 - 3) | 5 (2 - 3) | 5 (2 - 3) |

## Konečná tabulka + prize money
| #       | Tým              | Tým               | Prize money |
| ------- | ---------------- | ----------------- | ----------- |
| 1.      | Cloud9           | Cloud9            | $200.000    |
| 2.      | SK Gaming        | SK Gaming         | $90.000     |
| 3.-4.   | mousesports      | Ninjas in Pyjamas | $45.000     |
| 5.-6.   | OpTic Gaming     | Team EnVyUs       | $35.000     |
| 7.-8.   | Team Liquid      | FaZe Clan         | $30.000     |
| 9.-10.  | Immortals        | Team Dignitas     | $25.000     |
| 11.     | NRG eSports      | NRG eSports       | $20.000     |
| 12.     | Fnatic           | Fnatic            | ---         |
| 13.-14. | Virtus.pro       | Renegades         | $18.000     |
| 15.-16. | Natus Vincere    | Echo Fox          | $15.500     |
| 17.-18. | G2 Esports       | CLG               | $13.000     |
| 19.-20. | Astralis         | Winterfox         | $10.500     |
| 21.-22. | HellRaisers      | CompLexity        | $8.000      |
| 23.-24. | Heroic           | Selfless          | $5.500      |
| 25.-26. | PENTA Sports     | Splyce            | $3.000      |
| 27.-28. | FlipSid3 Tactics | eUnited           | $1.500      |

## Vítěz
| ESL Pro League S4 Cloud9 1. titul Jordan "n0thing" Gilbert Mike "shroud" Grzesiek Tyler "Skadoodle" Latham Jake "Stewie2k" Yip Timothy "autimatic" Ta |